# Нортист Итака (Њујорк)
Нортист Итака (енгл. Northeast Ithaca) насељено је место без административног статуса у америчкој савезној држави Њујорк.

## Демографија
По попису из 2010. године број становника је 2.641, што је 14 (-0,5%) становника мање него 2000. године.
| Група             | 2000.         | 2010.         |
| Белци             | 1.903 (71,7%) | 1.819 (68,9%) |
| Афроамериканци    | 160 (6,0%)    | 109 (4,1%)    |
| Азијати           | 415 (15,6%)   | 539 (20,4%)   |
| Хиспаноамериканци | 106 (4,0%)    | 97 (3,7%)     |
| Укупно            | 2.655         | 2.641         |